# Souad Jamaï
Souad Jamaï est une cardiologue, auteure et metteur en scène franco-marocaine. Née à Rabat, elle effectue sa scolarité dans plusieurs établissements en Europe et en Afrique ce qui lui permet de parler plusieurs langues. 
Cardiologue de profession, ses ouvrages sont fortement inspirés de son expérience de tous les jours.

## Biographie
Fille de diplomate, Souad Jamaï quitte le Maroc à l'âge de 6 ans et effectue sa scolarité dans plusieurs établissements français du monde : école française de Bonn-Allemagne, lycée Français Jean Monnet de Bruxelles, lycée Guébré Maryam à Addis Abéba ainsi que le lycée René Descartes à Rabat ce qui lui a permis d'apprendre plusieurs langues. 
Elle entame ses études de médecine à l'Université libre de Bruxelles et poursuit sa formation à l'université René Descartes à Paris. Elle se spécialise en cardiologie et obtient également les diplômes de médecine d'urgence, de médecine du travail et de médecine aéronautique. 
Elle exerce actuellement en tant que cardiologue à Rabat où elle crée l'Association des cardiologues privés de Rabat, dont elle sera, à de nombreuses reprises, présidente.
Son premier roman, Un toubib dans la ville, où elle décrit, à travers la salle d'attente d'un médecin, la schizophrénie de notre société, avec humour et bienveillance, connait un franc succès.
Son implication dans l'éducation la pousse à écrire son second roman Des ailes de papiers où elle se penche sur les désillusions des jeunes qui ne croient plus à l'ascenseur social par les études.
Le troisième roman de Souad Jamaï, Le Serment du dernier messager, est publié en mars 2021 à la Croisée des Chemins.  
Transhumanisme effréné, médecine sous influence mais aussi quête personnelle et questions existentielles sont les thématiques qui traversent cette dystopie et nous plongent dans les enjeux d'une société se transformant à vive allure et ayant fait le choix de la technicité au détriment de l'humain. Un conte du future pour nous éclairer sur les anomalies du présent. 
Souad Jamaï écrit en mettent à profit ses connaissances scientifiques, son amour en tant que médecin et son observation d'une société qui évolue et accentue ses contradictions.

## Œuvres littéraire

### Un toubib dans ville
Un toubib dans ville est le premier roman de Souad Jamaï publié en 2017 à Afrique Orient. 
L'histoire suit un jeune médecin, le Dr Ali, qui revient dans son pays natal après de nombreuses années passées à étudier en Europe. Il s'installe dans son cabinet et découvre à travers la variété contrastée des patients, une véritable schizophrénie sociale. Selon les circonstances et les personnages, il tente de s'adapter aux exigences de ses patients et aux situations parfois burlesques générées dans la salle d'attente. Puis, au décours d'une rencontre, le jeune homme décide de prendre en main sa vie sentimentale en essayant, tant bien que mal, d'éloigner sa mère omniprésente dans sa vie. 
À travers une consultation et une salle d'attente surprenante, et sous le regard bienveillant du jeune Dr Ali, le lecteur découvre un Maroc qu'il connaît déjà mais, d'un autre œil.
L'auteure tourne tous les problèmes en dérision, non pour les contourner mais bien pour les pointer sans en avoir l'air.  

Pour la rédaction de son premier roman, l'auteure a fait le choix d'opter pour une voix masculine, un choix qu'elle explique lors d'une interview avec Aujourd'hui Le Maroc :

« J'ai opté pour une voix masculine car adolescente j'étais garçon manqué. J'étais persuadée que les garçons avaient plus de libertés. »

L'auteure choisit de porter une certaine attention à l'égard des patients à travers différents personnages qui fréquentent le cabinet du Dr Jamaï ou de ses collègues, le tout avec humour.
La cardiologue pointe également du doigt certains comportements dans le corps médical. C'est le cas des délégués médicaux entre autres. « Je voulais pointer toutes les anomalies qui existent dans la société mais à travers des anecdotes pour les rendre drôles et les tourner en dérision. »

### Des ailes de papier
Malak, jeune étudiante ambitieuse, rêve de changer sa vie en accédant à un diplôme. À l'occasion d'une visite médicale de routine, on lui détecte une anomalie cardiaque. Elle a la chance de bénéficier d'une prise en charge pour se faire soigner mais dès son arrivée à Marseille elle ne se présente pas à l'hôpital. Commence alors un périple qui la conduit vers de drôles de rencontres. Tout au long de son périple, l'héroïne doit faire des choix difficiles. Malgré des ailes fragiles, elle tentera un ultime envol.  
Ce livre met en scène le parcours parfois complexe des jeunes pour accéder à un métier, mais aussi leur désir de s'envoler vers d'autres cieux, sans vraiment savoir ce qui les attend.  
Il ne faut jamais emprunter les rêves des autres, au risque de se brûler les ailes. 
Dans ce roman, inspiré d'une histoire vraie, Souad Jamaï nous livre une image cruelle d'un Maroc souvent indifférent à sa jeunesse, plus que jamais prise au piège entre rêves légitimes et déceptions successives.

Pour expliquer les choix de son personnage principal, l'auteure indique lors d'une interview avec Aujourd'hui le Maroc : 

« Écrire ce roman était pour moi un moyen, en me mettant dans la peau de Malak, d'essayer de saisir ses angoisses, ses prises de consciences, et son inconscience aussi. »

Le deuxième roman de Souad Jamaï, outre son caractère réel, permet réellement de décrire les incertitudes d'un individu lorsqu'il est confronté à des choix de vie. « Le parcours de Malak est semé de doutes et d'inquiétudes, mais le moteur de départ est l'envie de s'en sortir coûte que coûte. Je pense qu'elle a emprunté, par mimétisme, le rêve des autres. »
Dans son roman l'auteure blâme un enseignement faible, dans une langue que la majorité des étudiants ne maîtrise pas, sans parler de la magouille, de l'exploitation des professeurs et de l'insuffisance de ressources nécessaires pour une transmission de qualité.

### Le Serment du Dernier Messager
Dans un avenir assez proche, un jeune chirurgien prénommé Yélif, est confronté à des évènements intriguant qui lui feront découvrir des procédures anormales au sein de l'hôpital dans lequel il exerce. Nous sommes, dans ce roman, dans un monde où la médecine privée a disparu et où les assurances et les laboratoires ont pris le pouvoir dans de nombreux domaines.  
Yélif croise le chemin du docteur Ali, un vieux médecin au regard mêlé de cynisme et de dérision qui lui transmettra un journal dans lequel il a, tout le long de sa vie, noté des évènements importants. Cette lecture va permettre à Yélif d'avoir un nouveau regard sur la médecine pour aussi de prendre conscience de l'absurdité d'une vie dépourvue d'amour. Les révélations du Dr Ali éclaireront également l'enquête menée par Yélif au sujet des assurances. Ce dialogue entre deux époques ressemble à un conte du futur dont l'objectif ultime est de nous éclairer sur les anomalies du présent. 
Le dernier roman de Souad Jamaï est à la fois « un roman d'initiation, de désillusion mais surtout un livre trépidant, plein d'énergie, de rebondissements et de suspens. »
« Dans le monde du futur imaginé par l'auteure, le niveau et la qualité de traitement à l'hôpital est performant, les moyens mis à disposition importants et tout y est systématisé. »
« Les sujets que l'auteure choisit d'aborder dans son dernier roman sont vastes et précis en même temps, couvrent le monde de la médecine mais abordent aussi des sujets de société tels une égalité totale, aussi bien dans le milieu social que professionnel, entre hommes et femmes. »
Le Serment du dernier messager a reçu la mention spéciale du jury du prix littéraire Ivoire en novembre 2021.

## Théâtre
Passionnée de théâtre, Souad Jamaï adapte et met en scène en 2018, une pièce de théâtre, Le K-barré des médecins, dont la grand particularité est d'être jouée uniquement par des médecins. Ce spectacle est un immense succès, et tous les bénéfices des représentations sont remis à une association qui opère des enfants cardiaques démunis. Voir une pièce entièrement jouée par des médecins spécialistes est une première mondiale. L'objectif était de donner une nouvelle image d'un médecin engagé sachant allier de multiples fonctions pour le bien-être moral et physique de tous.

### Le K-barré des médecins
« Dans une tentative de conjurer une récente succession de bad buzz, un groupe de médecins se constitue en troupe de théâtre. l'objectif est de redorer le blason de la profession… avec humour. »
Le K-Barré des médecins est une troupe de théâtre constituée exclusivement de médecins, une première dans le monde du théâtre marocain.  
Pendant deux heures, la troupe de médecins de succède sur scène à travers des sketchs, des one-man et woman show, des parodies musicales mais aussi une adaptation théâtrale du roman Un Toubib en ville de Souad Jamaï. 
« Renversant les a priori, elle [l'adaptation théâtrale du roman de Souad Jamaï] dresse le portrait d'une société marocaine dans toute sa diversité et sa schizophrénie. »

## Prise de position sur le domaine de la santé
Étant cardiologue franco-marocaine, Souad Jamaï a une prise de position claire par rapport au domaine de la santé dans son pays d'origine. Pour l'auteure, la relation de confiance patient-médecin, une relation à la base de tout contrat thérapeutique, est au plus bas. La médecine perd alors sa dimension humaine, ce qui se répercute négativement sur la qualité des soins. 

« Il est évident que le principal perdant dans cette équation est la société entière et plus particulièrement le malade. Charge émotionnelle, charge de travail énorme, disponibilité inconditionnelle, tout ceci entraine un taux élevé de burn out et de suicides. Il y a une réelle perte de motivation des jeunes médecins, d'autant plus que ces médecines sont victimes d'amalgames dangereux: la chasse aux sorcières visant les mauvais médecin se répercute injustement sur les médecins honnêtes, sans toucher ni changer le comportement des premiers cités. »

Ses années d'exercice au Maroc donnent au Dr Souad Jamaï une expérience qui est visible dans ses romans, qui tournent autour du domaine médical. 
« Il est primordial de revaloriser le travail du médecin marocain », dit l'auteure, « et pour cela, rétablir la relation de confiance patient-médecin qui est à la base de tout contrat thérapeutique. Les autorités sanitaires ont une grande responsabilité et un rôle important à jouer pour préserver la relation de confiance patient-soignant en reconnaissant le rôle social du médecin, la pénibilité du métier et en améliorant sa condition de travail. »
Son expérience au Maroc permet au Dr Souad Jamaï d'être aux premières loges des dysfonctionnements du système médical marocain. « Au Maroc, il est urgent et capital de revaloriser et réhabiliter l'hôpital public pour redonner confiance aux patients et aux étudiants. Il faut œuvrer pour rendre l'hôpital attractif aux yeux des médecins formateurs, nécessaires et incontournables dans le parcours de stage des étudiants en médecine. »